# Wu Lien-te
Wu Lien-te (čínsky pchin-jinem Wǔ Liándé, znaky zjednodušené 伍连德, tradiční 伍連德; 10. března 1879 ostrov Penang – 21. ledna 1960 tamtéž) byl malajsijský lékař čínského původu, známý zejména svou zásluhou na zastavení šíření mandžuského moru, zvláštního typu plicního moru, který v letech 1910–1911 zasáhl oblast Mandžuska a vyžádal si 60 000 obětí. Jako lékař a organizátor se v Číně po dobu tří desetiletí významně podílel na zavádění západní medicíny a rozvoji veřejného zdravotnictví.

## Život
Wu pocházel z rodiny jedenácti dětí, jeho otec byl zlatník. Po získání stipendia britské královny nastoupil na Emmanuel College Univerzity v Cambridgi. V Cambridgi se stal prvním studentem medicíny čínského původu. Během studií používal původní kantonsko-malajskou formu svého jména Gnoh Lean-Tuck, kterou opustil až po pozdějším přesídlení do Číny. Byl výborným studentem, získal zlatou medaili v oblasti klinické medicíny i další pocty. V bakteriologickém výzkumu pokračoval kromě jiného na britské Liverpoolské škole tropického lékařství, francouzském Pasteurově ústavu a německé Univerzitě Martina Luthera. Po obdržení titulu M. D. (absolventská práce na téma tetanu) se v roce 1903 vrátil do Malajsie, krátce se věnoval veřejné osvětě v Singapuru, aktivně se zapojil do kulturního života čínské komunity v Malajsii, v Institutu Penyelidikan Perubatan v Kuala Lumpuru se věnoval výzkumu nemoci beri-beri, rozšířené mezi čínskými horníky, od roku 1904 tři roky vykonával lékařskou praxi v Penangu, přičemž zorganizoval hnutí proti požívání opia, zprvu v Penangu, později rozšířené na celou Malajsii.
V roce 1907 byl pozván do císařských služeb v čínském Tchien-ťinu; při této příležitosti si změnil své původní malajské jméno na čínské Wu Lien-te. V roce 1910 byl vyslán do Charbinu, aby zde potlačil morovou epidemii, která vypukla v roce 1910 na severovýchodě Číny, v Mandžusku. Svůj úkol splnil pomocí několika kroků: odhalil, že nemoc se přenáší vzduchem, vyvinul novou variantu chirurgické masky s vrstvami gázy a bavlny pro filtrování vzduchu, zavedl karanténu postižených oblastí, zajistil dezinfekci budov, zařídil obměnu staré morové nemocnice a – navzdory čínské tradici – prosadil kremaci těl obětí moru (právě zpopelňování mrtvol se ukázalo jako klíčové pro vymýcení nemoci). Později se mu podařilo identifikovat i zdroj nákazy – tu způsobili chudí lovci svišťů, kteří se nakazili z kožešin visících v jejich chýších. Epidemii se podařilo potlačit po sedmi měsících od vypuknutí. Wu zjistil, že rezervoárem moru je svišť tarbagan a některé příbuzné druhy, žijící v pouštích a stepích Mandžuska a Sibiře; o tomto výsledku informoval na mezinárodním kongresu o moru, kterému předsedal a který se konal v dubnu 1911 v Šen-jangu. Průběh své mise posléze popsal i ve své autobiografii, která vyšla v roce 1959.
V roce 1912 se stal prvním ředitelem nově zřízené mandžuské morové služby. Byl zakládajícím členem a prvním prezidentem (1916–1920) Čínské lékařské asociace. V roce 1926 vyšla jeho práce o pneumonickém moru, v roce 1930 se stal ředitelem čínské národní karanténní služby. V roce 1935 byl za výzkum mandžuského moru (zejména za odhalení role, kterou při jeho přenosu hrál svišť tarbagan) jako první Malajsijec nominován na Nobelovu cenu za fyziologii nebo lékařství. V roce 1937 rezignoval na veřejné funkce v Číně a přesídlil do malajského Ipohu, kde působil až do své smrti.
Wu zasedal v různých poradních výborech Společnosti národů a často navštěvoval lékařské kongresy po celém světě. Obdržel čestný doktorát na několika univerzitách (Univerzity Johnse Hopkinse, Pekingská univerzita, Hongkongská univerzita, Tokijská univerzita) a byl držitelem různých vyznamenání.